# Anonymus-csoport
Az Anonymus-csoport az 1920-as, 1930-as évek fiatal magyar matematikusgenerációjának tagjaiból állt.
Az első világháborús szünet után 1925-ben újrainduló Középiskolai Matematikai és Fizikai Lapok (KöMaL) feladatainak buzgó megoldóit a középiskolai tanulmányi versenyek (OKTV) és kiváló egyetemi professzoraik (Fejér Lipót, Suták József, Kürschák József, Kőnig Dénes, Riesz Frigyes és Haar Alfréd) formálták igazi generációvá.
A csoport rendszeresen találkozott a Városligetben, a Vajdahunyad váránál található Anonymus szobornál – nevét innen kapta –, vasárnaponként pedig a budai hegyekbe kirándultak. A Beke Manó által teremtett hagyományt folytatva, Fejér Lipót és a hazalátogató Neumann János gyakran elkísérte őket.
Az Anonymus-csoport Erdős Pál és Turán Pál köré szerveződött. Tagjainak sorsát nagyban befolyásolták a történelmi események, a második világháború és az azt követő átrendeződés. Lázár Dezső és Grünwald Géza a háborúban meghaltak (emléküket az Erdős Pál, illetve a Bolyai János Matematikai Társulat által alapított díjak őrzik). Svéd György és Wachsberger Márta, továbbá Szekeres György és Klein Eszter összeházasodtak (az utóbbi házasság ihlette a Happy End-probléma elnevezését), a zsidóüldözés elől menekülve végül Ausztráliában leltek otthonra – egy ideig közös lakásban is éltek –, ahol egyetemi katedrához jutottak.
Turán Pál és Gallai Tibor Magyarországon maradtak, az itteni matematikai élet meghatározó alakjaivá nőttek. Erdős Pál az USA-ba emigrált, de sehol sem telepedett le, budapesti bázissal, de mégis világpolgárként járta a világot.
Az Anonymus-csoport tagjai, főként Kőnig Dénes hatására a folytonosság tulajdonságaival foglalkozó analízis után új kutatási irányokat alakítottak ki a magyar matematikában, a diszkrét matematika, a gráfelmélet és a számelmélet felé fordultak. Szemléletükre Erdős Pállal az élen az elméletalkotó megközelítés helyett a problémamegoldó volt jellemző.